# Креско (Ајова)
Креско (енгл. Cresco) град је у америчкој савезној држави Ајова. По попису становништва из 2010. у њему је живело 3.868 становника.

## Демографија
Према попису становништва из 2010. у граду је живело 3.868 становника, што је -37 (-0.9%) становника више него 2000. године.
| Група             | 2000.         | 2010.         |
| Белци             | 3.835 (98,2%) | 3.734 (96,5%) |
| Афроамериканци    | 9 (0,2%)      | 16 (0,4%)     |
| Азијати           | 6 (0,2%)      | 14 (0,4%)     |
| Хиспаноамериканци | 28 (0,7%)     | 63 (1,6%)     |
| Укупно            | 3.905         | 3.868         |